# Current Opinion in Neurology
Current Opinion in Neurology, abgekürzt Curr. Opin. Neurol., ist eine wissenschaftliche Fachzeitschrift, die vom Lippincott Williams & Wilkins-Verlag veröffentlicht wird. Die Zeitschrift wurde 1988 unter dem Namen Current Opinion in Neurology and Neurosurgery gegründet, verkürzte 1993 den Namen auf Current Opinion in Neurology und erscheint derzeit mit sechs Ausgaben im Jahr. Es werden Übersichtsarbeiten veröffentlicht, die sich mit neurologischen Fragestellungen beschäftigen.
Der Impact Factor lag im Jahr 2014 bei 5,307. Nach der Statistik des ISI Web of Knowledge wird das Journal mit diesem Impact Factor in der Kategorie klinische Neurologie an 16. Stelle von 192 Zeitschriften und in der Kategorie Neurowissenschaften an 34. Stelle von 252 Zeitschriften geführt.